# Zhang Yining
Zhang Yining (xinès simplificat: 张怡宁; xinès tradicional: 張怡寧; pinyin: Zhāng Yíníng) (Pequín, República Popular de la Xina 1982) és una jugadora de tennis taula xinesa, guanyadora de quatre medalles olímpiques d'or.

## Biografia
Va néixer el 5 d'octubre de 1982 a la ciutat de Pequín, capital de la Xina.

## Carrera esportiva
Va participar, als 22 anys, en els Jocs Olímpics d'Estiu de 2004 realitzats a Atenes (Grècia), on aconseguí guanyar la medalla d'or en les proves individual femenina i de dobles femenins, en aquesta última fent parella amb Wang Nan. En els Jocs Olímpics d'Estiu de 2008 realitzats a Pequín (Xina) aconseguí novament guanyar dues medalles d'or, així va aconseguir revalidar el seu títol en individuals i va guanyar una nova medalla d'or en la nova prova per equips disputada. En la cerimònia d'obertura d'aquests Jocs fou l'encarregada de realitzar el Jurament Olímpic per part dels atletes.
Al llarg de la seva carrera ha guanyat 12 medalles en el Campionat del Món de tennis de taula.